# Яннебі
Яннебі (нім. Janneby), також Яннебю (дан. Janneby) — громада в Німеччині, розташована в землі Шлезвіг-Гольштейн. Входить до складу району Шлезвіг-Фленсбург. Складова частина об'єднання громад Еггебек.
Площа — 14,49 км2. Населення становить 405 ос. (станом на 31 грудня 2020).